# Tom Schmelzer

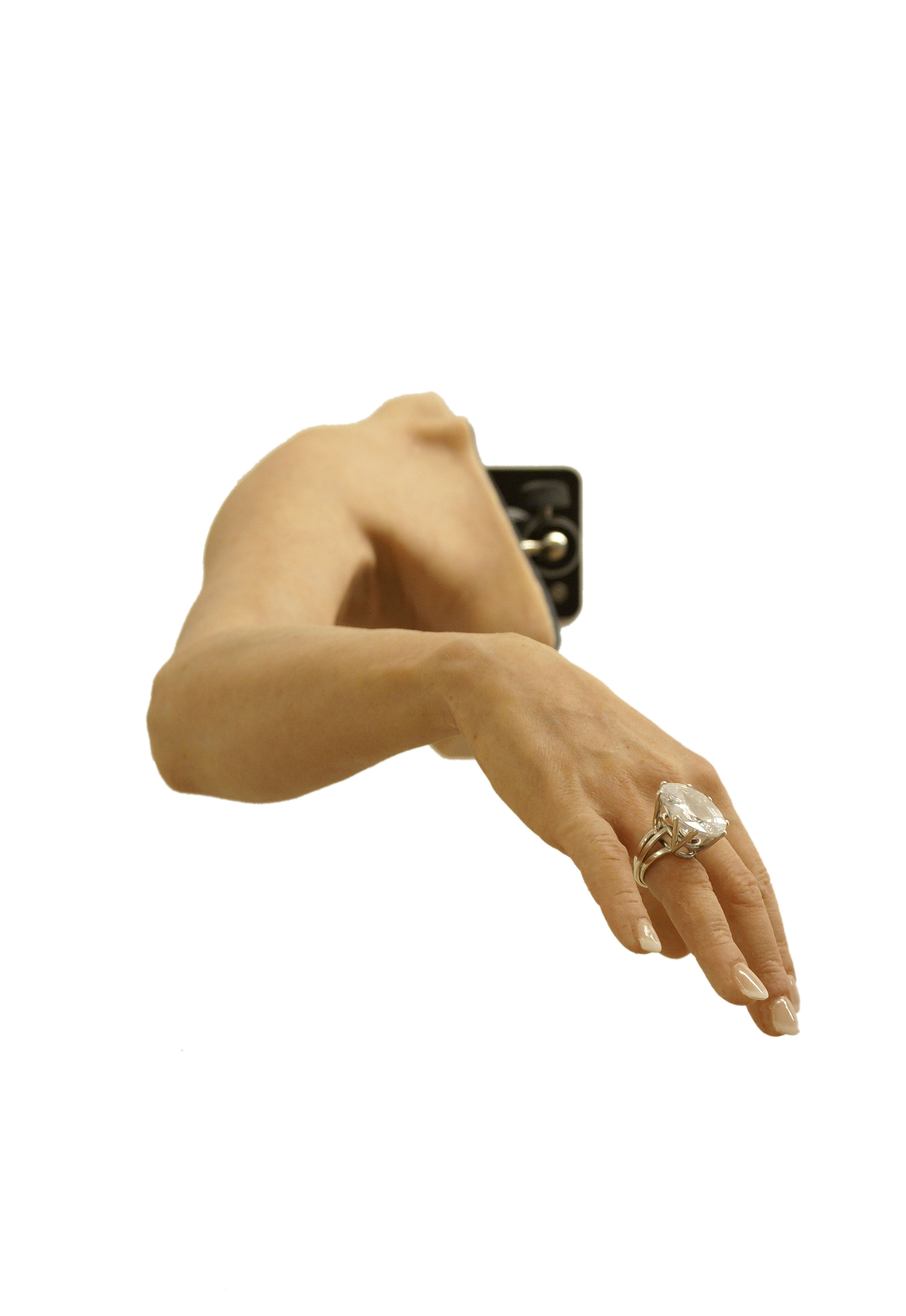
Engagement ring being followed by a woman (Skulptur, 2008)

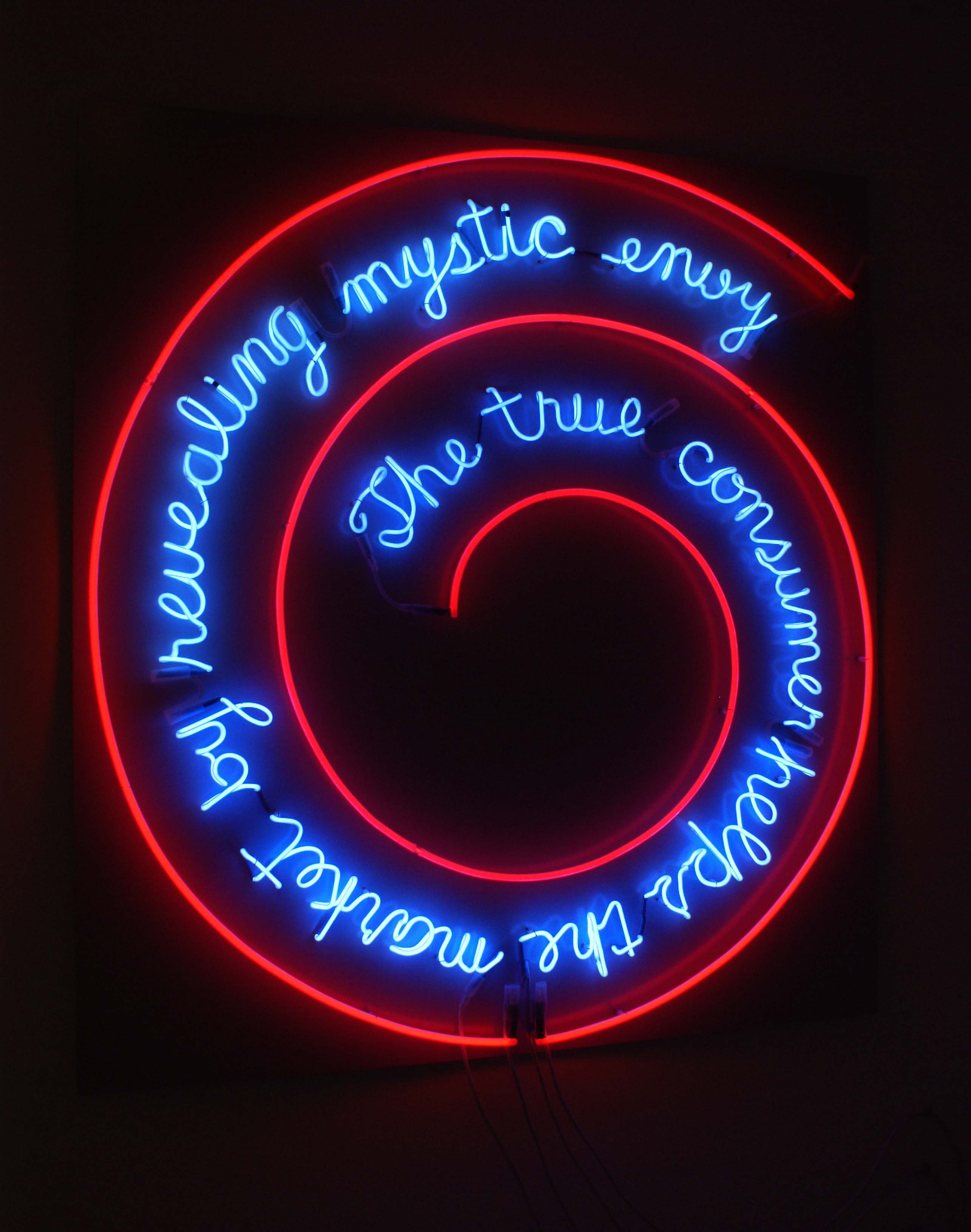
The true consumer helps the market by revealing mystic envy (Lichtinstallation, 2016)

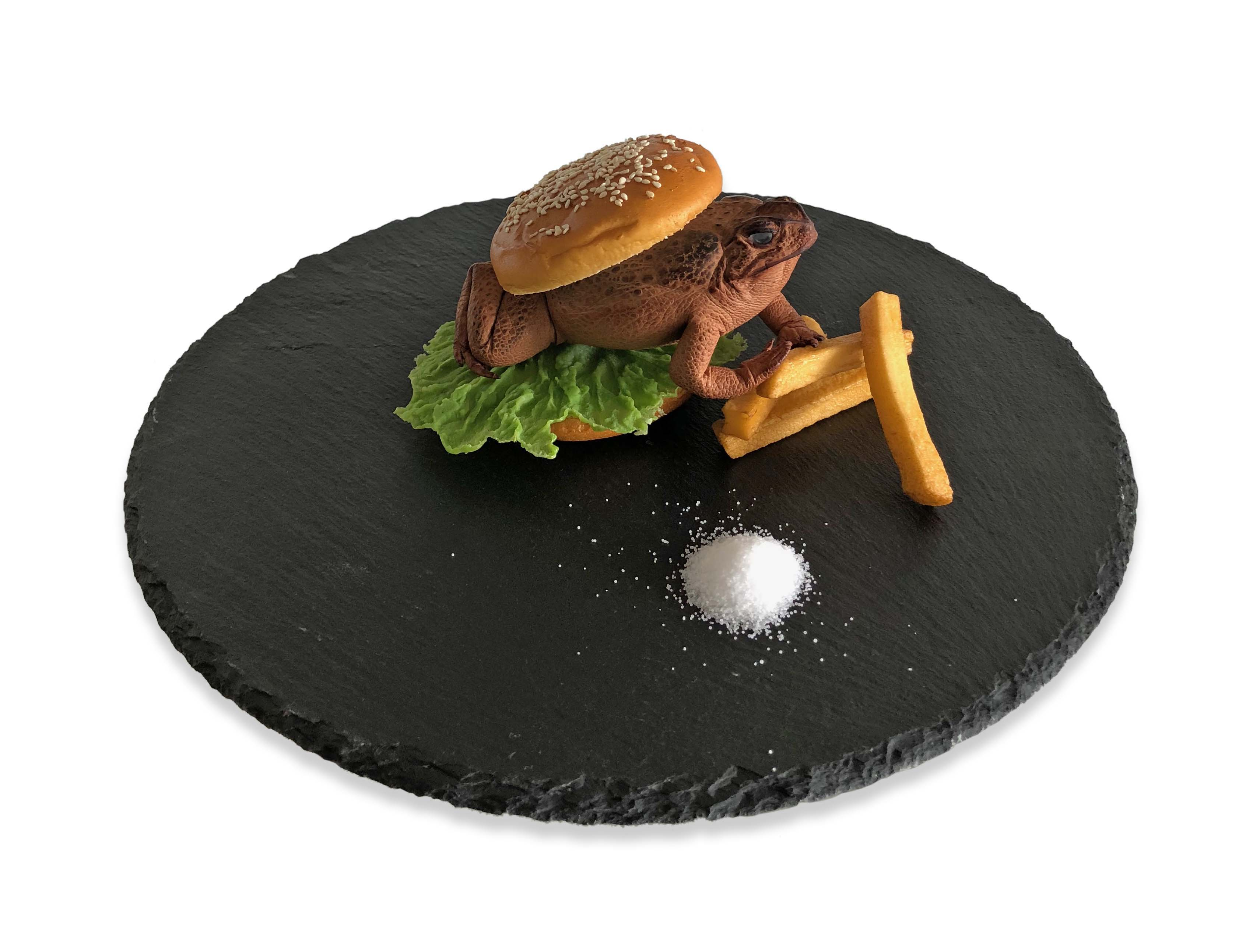
Shit it's now again (Skulptur, 2019)

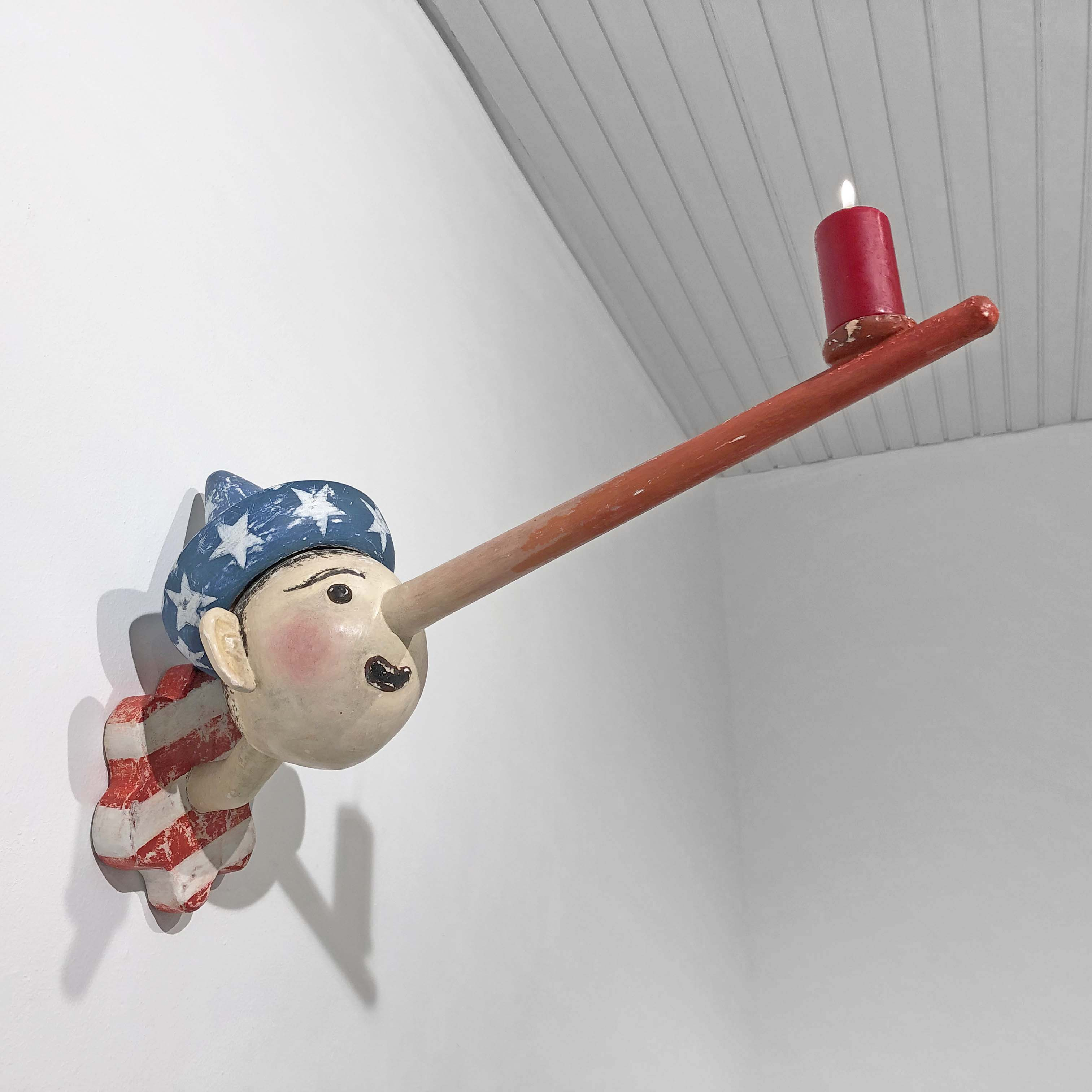
He who sows the wind (Skulptur, 2021)

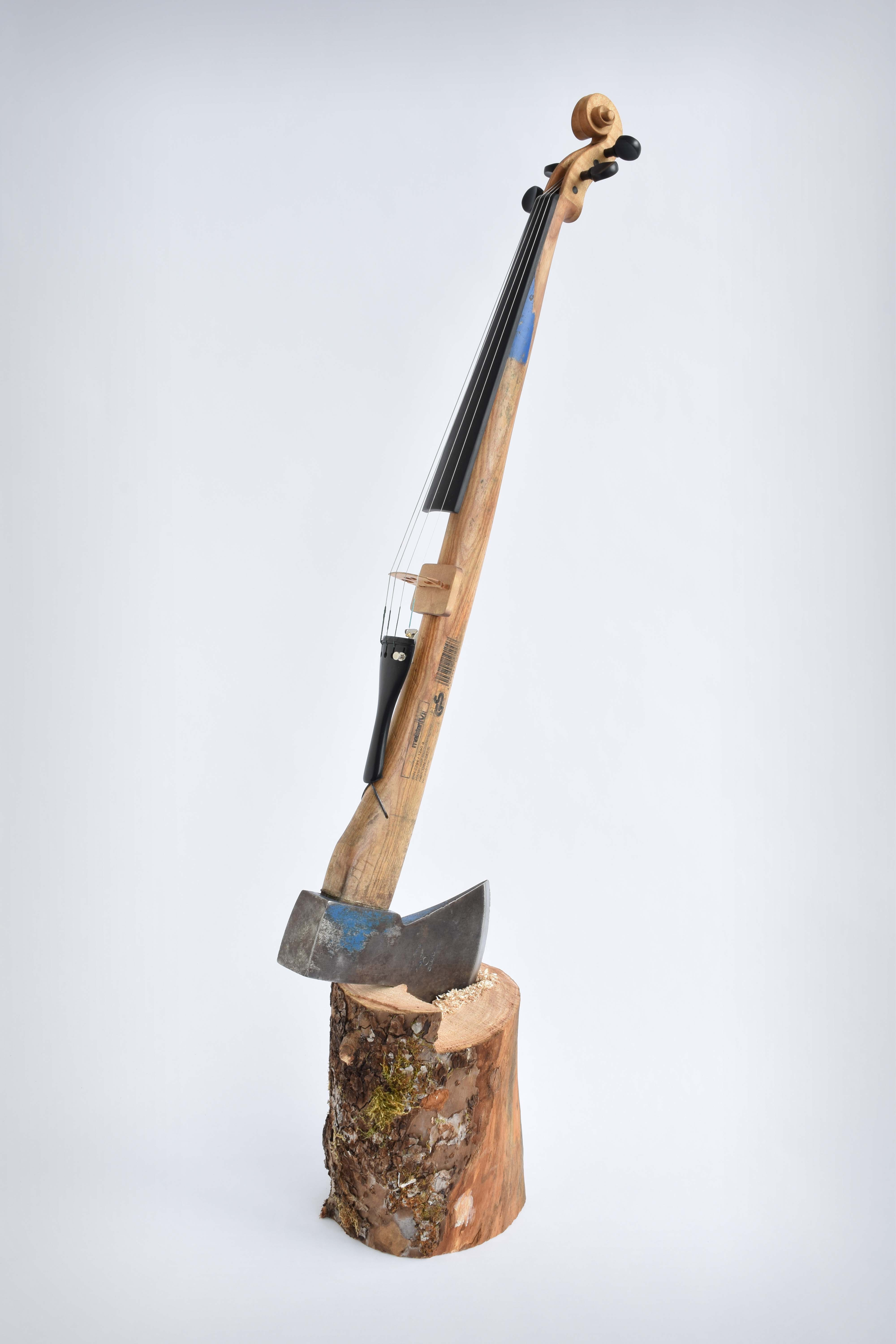
Making fiction out of reality or Violax (Skulptur, 2021)

Tom Schmelzer (* 1966 in München) ist ein deutscher Bildhauer und Konzeptkünstler.

## Leben
Tom Schmelzer studierte an der Akademie der Bildenden Künste in München bei Prof. Fridhelm Klein (Grafik) und Prof. Klaus vom Bruch (Medienkunst). Daneben studierte er Philosophie an der Ludwig-Maximilians-Universität München sowie Humanmedizin in Oxford und Toronto.
Seine Arbeit umfasst bewegte Objekte, Installationen, Malerei, Text und digitale Medien.
Schmelzer arbeitet nach 10 Regeln: „1) you cannot bore someone into loving art. 2) conventional painting is outdated. 3) art should not be self-centered. 4) if you want to express your angst through your art, see your therapist. 5) choose the media that fits the purpose best - every single time. 6) establishing yourself as a brand is artistic suicide. 7) there are five steps to contentment: originality, distinctiveness, power, workmanship, emotion. 8) the market is illiterate when it comes to integrity. 9) lead! don’t follow. 10) look closer.“
Rebekah Drysdale schreibt im Daily Serving Critic’s Pick über den Künstler: „Tom Schmelzers Installationen ziehen unmittelbar die Aufmerksamkeit auf sich. Eine Leistung, die im 21. Jahrhundert immer schwerer zu erzielen ist. Dazu legen die Arbeiten die ästhetische Neutralität bisheriger Konzeptkunst zugunsten einer charismatischen Präsenz ab. Begleitet werden die beeindruckenden Objekte und illusionistischen Skulpturen von fundierten, konzeptuellen Aussagen.“
1999 erhielt er den Ebersberger Kunstpreis, der seit 1990 vom Kunstverein in der Stadt Ebersberg vergeben wird.

## Soloausstellungen (Auswahl)
- 2022: pop culture, Galerie Freitag 18.30, Aachen[5]
- 2022: making fiction out of reality, Museum Starnberger See, Starnberg[6]
- 2018: Galerie Freitag 18.30, Aachen
- 2011: hunchentoot, Berlin
- 2010: White Trash Contemporary, Hamburg
- 2006: Open Art München
- 2001: Kunstverein Wasserburg

## Ausstellungsbeteiligungen (Auswahl)
- 2024: Blick Fang, Kunsthaus Kaufbeuren[7]
- 2023/24: Sterblich sein, Dom Museum Wien, Österreich[8]
- 2022: Alles immer jetzt, BBK, München[9]
- 2022: Overdose, Design Museum Holon, Cholon, Israel[10]
- 2022: Blick Fang, Kunsthaus Kaufbeuren[11]
- 2020: Aufstehen, BBK, München[12]
- 2019: Memphis, Linz, Österreich
- 2019: Fundación Otazu, Navarra, Spanien
- 2018: BBK, München
- 2017: Burning Man, Nevada, USA
- 2017: Kultum (Kulturzentrum bei den Minoriten, Mariahilferkirche (Graz)), Steirischer Herbst, Graz, Österreich
- 2014: Keramik Europas, Keramikmuseum Westerwald
- 2010: Divine connections, Zeughaus, Augsburg
- 2010: BBK, München
- 2009: Belief unlimited, platform3, München[13]
- 2002: Deutsches Historisches Museum, Berlin
- 2000: Haus der Kunst, München

## Kunstmessen
- 2014: ART.FAIR Köln
- 2008: 5. Berliner Kunstsalon
- 2008: Bridge Art Fair New York, USA
- 2007: SCOPE Art Fair Miami, USA

## Biennalen
- 2015: 21st Art Festival Ornö and Dresdner Biennale, Dresden
- 2015: International Biennial of Humour and Satire, Gabrovo, Bulgarien

## Stipendien und Auszeichnungen
- Studienstiftung des deutschen Volkes
- Dr. Arthur Pfungst-Stiftung
- Semifinalist Search for Art
- Ebersberger Kunstpreis